# Mont Tendre
Mont Tendre är en bergstopp i Schweiz. Den ligger i distriktet Morges och kantonen Vaud, i den västra delen av landet, 100 km väster om huvudstaden Bern. Toppen på Mont Tendre är 1 679 meter över havet. Mont Tendre ingår i Jurabergen.